# Bares Notáveis (Buenos Aires)

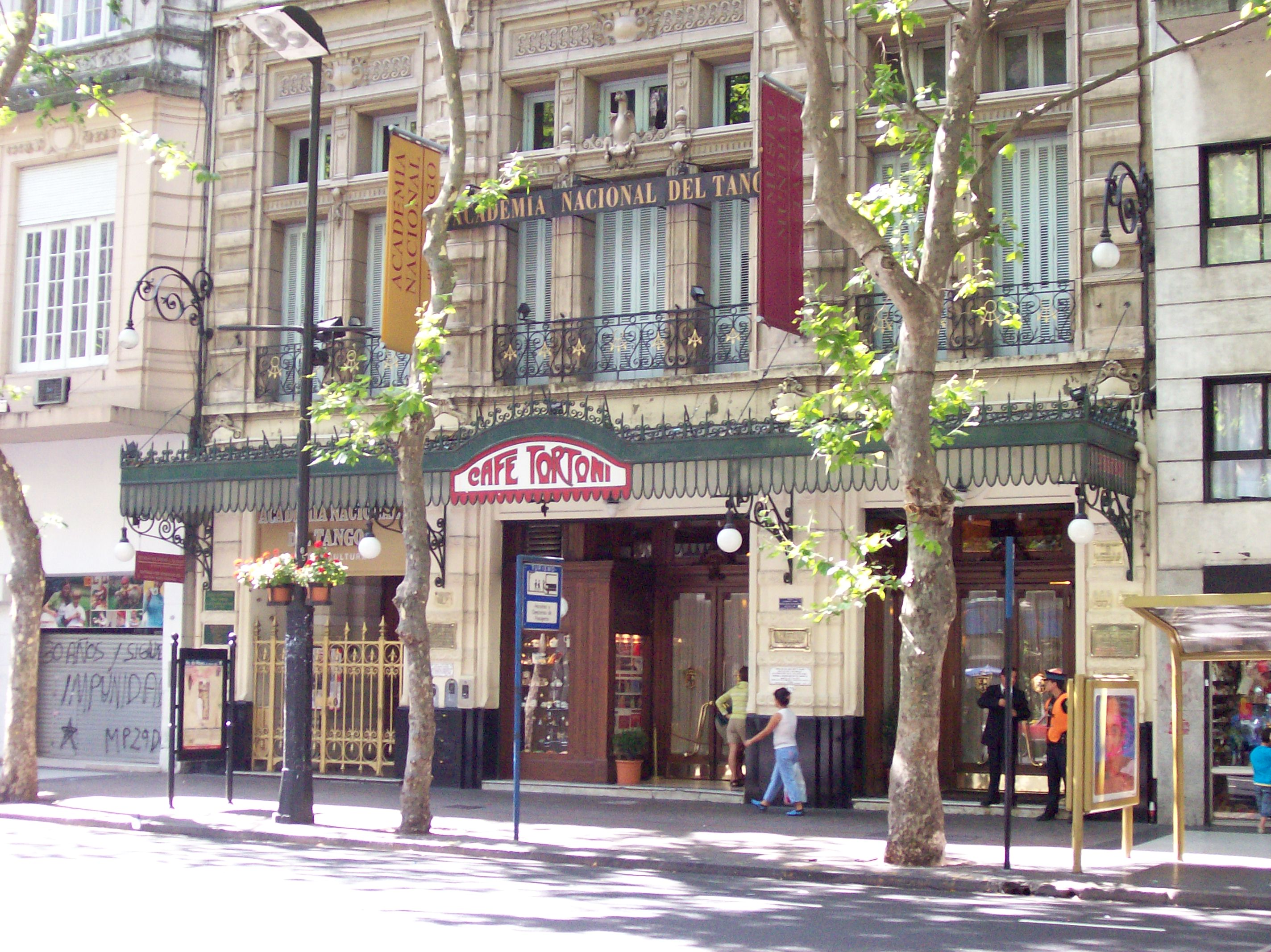
Café Tortoni, um dos Bares Notáveis mais conhecidos e o mais antigo da cidade, iniciou atividades no ano 1858.

Os Bares Notáveis são 50 bares localizados dentro da Cidade de Buenos Aires – Argentina que tem como característica a serem os mais representativos da cidade.
Muitos deles têm sido oficialmente reconhecidos como Patrimônio Cultural da Cidade de Buenos Aires por sua permanência no tempo, por estar vinculados a historia viva de sua gente, por haver contribuído a feitos culturais e históricos relevantes, por seu desenho arquitetônico conservado, etc.

## Proteção oficial
Estes bares são apoiados por programas oficiais do Governo da Cidade de Buenos Aires, que qualifica como "Bares Notáveis" a mais de cinqüenta cafés, bilhares e confeitarias que por sua antiguidade, valor arquitetônico y cultural, constituem uma das facetas más importantes do patrimônio histórico portenho e da cultura própria da cidade.

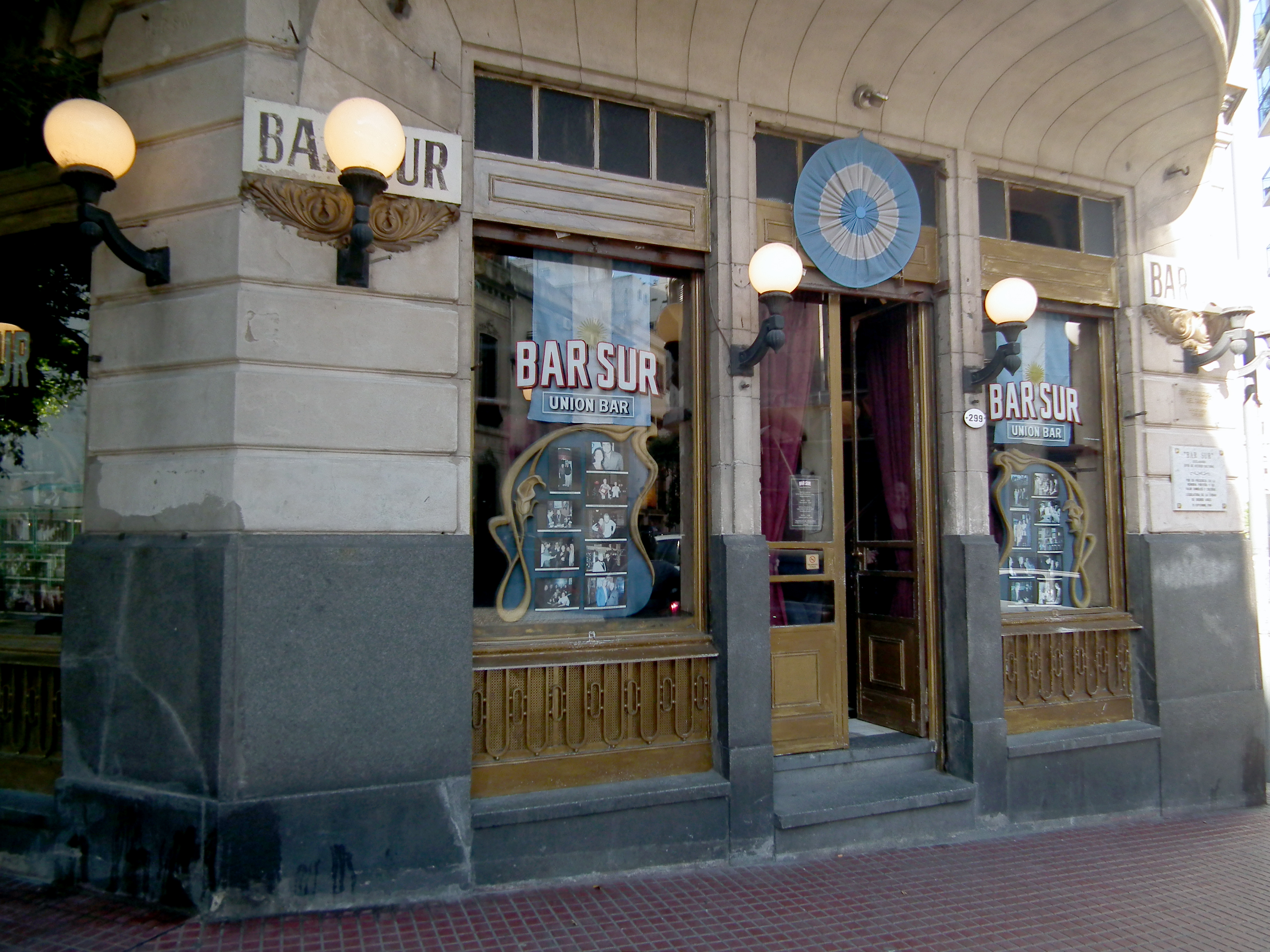
Bar Sur, fundado em 1967, localizado no bairro de San Telmo.

## Características
Estes bares se caracterizam por serem tradicionais, alternativos, notáveis, de entretenimentos, desportivos, literários. São reconhecidos por vários aspectos, sobre todo pela permanência no tempo e em alguns casos por haver tido como clientes a personagens famosos da historia da cidade.

## Lista de bares notáveis
Os bares notáveis são 50 e se encontram em vários bairros da Cidade de Buenos Aires, maiormente nos bairros más antigos.

## Bares mais antigos
Entre os mais antigos dos "Bares Notáveis" se encontram o Café Tortoni e 36 Bilhares, em Avenida de Maio; La Giralda e La Paz, na Avenida Corrientes; o Britânico no Parque Lezama; Confeitaria Las Violetas, em Medrano e Avenida Rivadavia; La Biela em Recoleta e La Academia, na Avenida Callao com a Avenida Corrientes.
Alguns bares passaram a formar parte —oficialmente— do patrimônio cultural da Cidade. Consideram-se notáveis a aqueles bares, bilhares o confeitarias relacionados com feitos ou atividades culturais de significância; aqueles cuja antiguidade, desenho arquitetônico ou relevância local, lhe outorgam um valor próprio.

## Café Tortoni
O Café Tortoni é provavelmente o bar onde mais concorrência de famosos se tem produzido, entre as notáveis personalidades que visitaram este bar se encontram: Quinquela Martín, Juan de Dios Filiberto, Alfonsina Storni, Carlos Gardel, Federico García Lorca, Luigi Pirandello, Nalé Roxlo e Xul Solar que foram alguns dos assíduos concorrentes do Café Tortoni em Avenida de Maio 825/29.

## Galeria de imagens

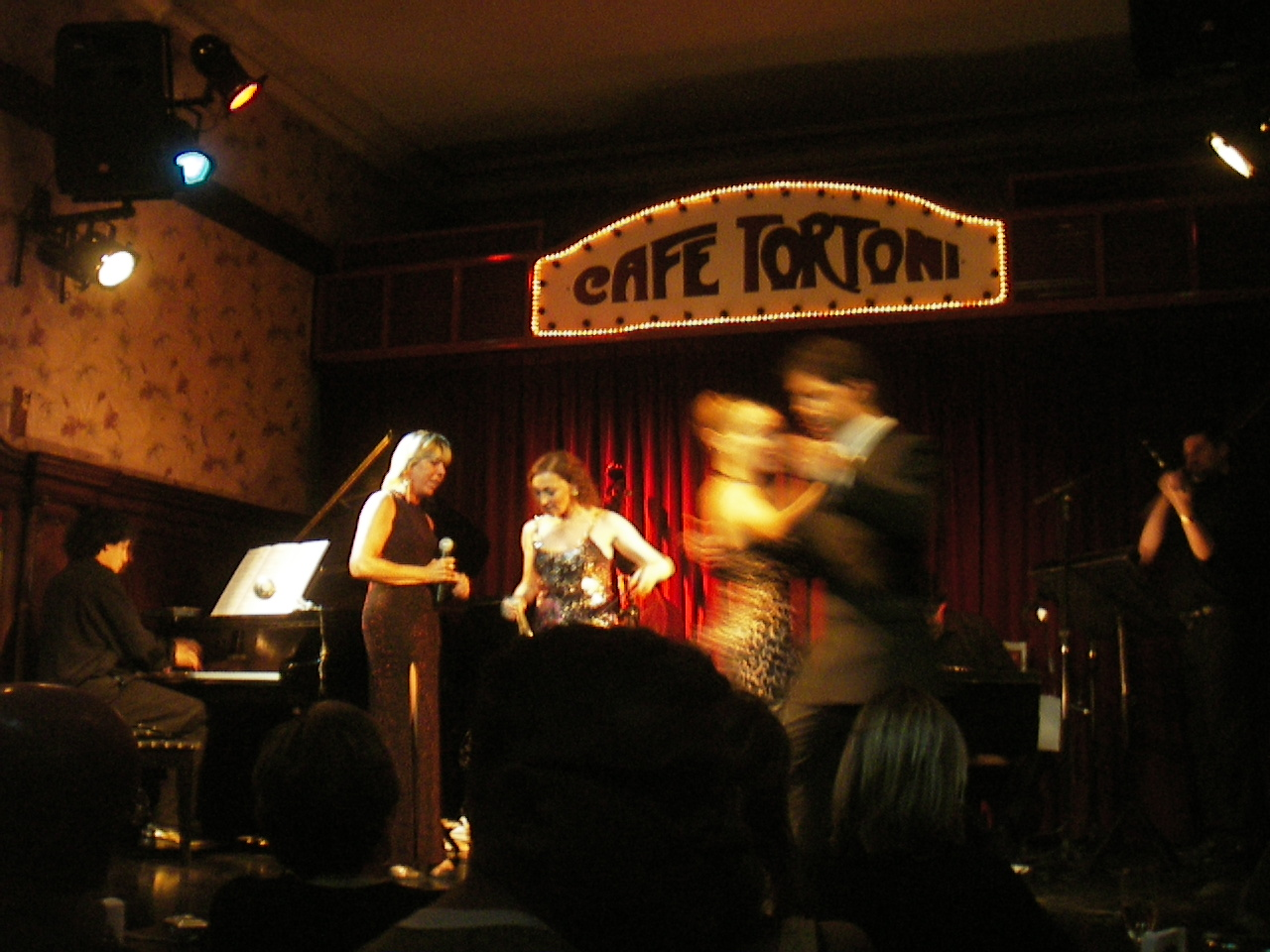
Café Tortoni.
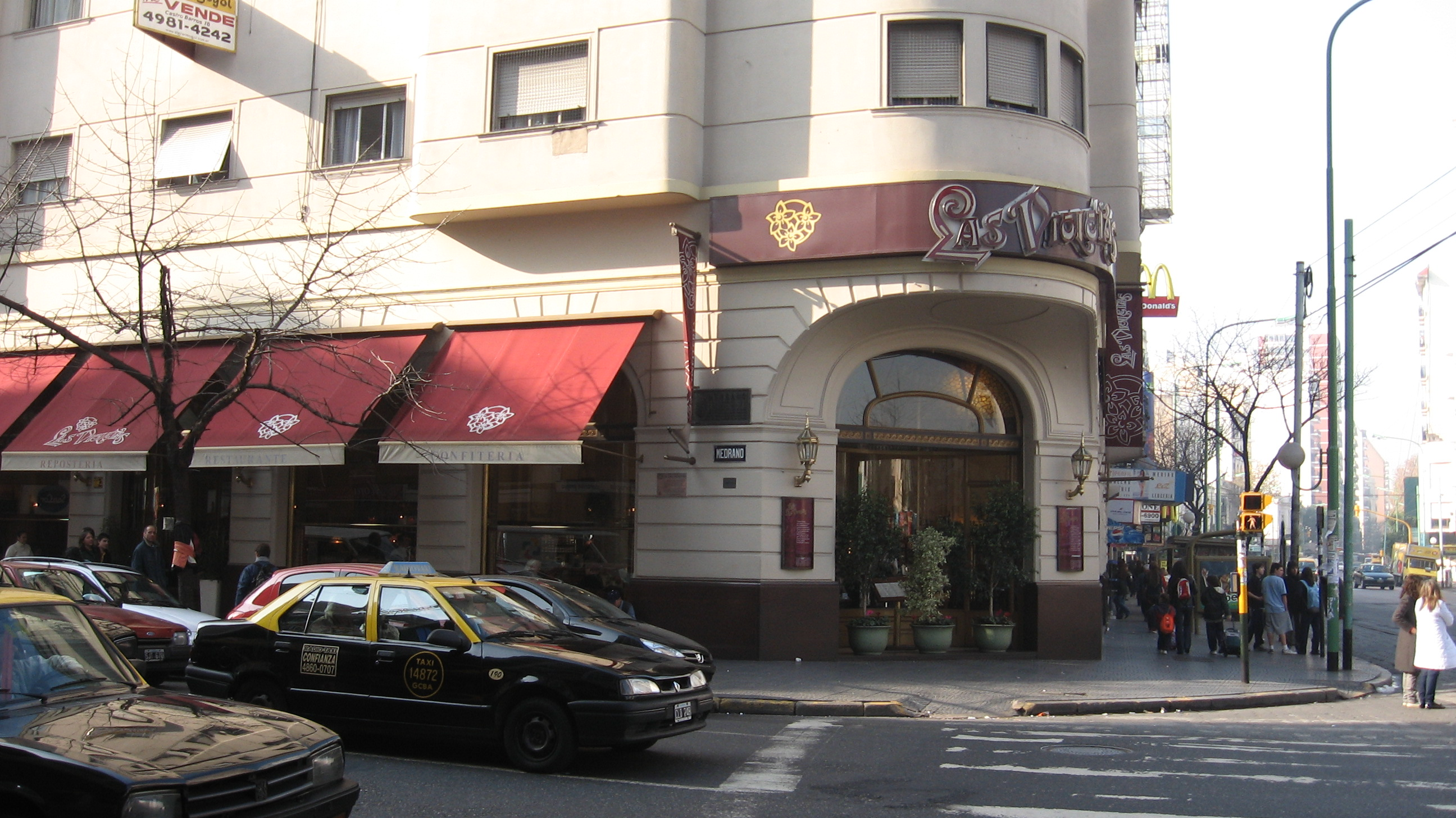
Las Violetas.
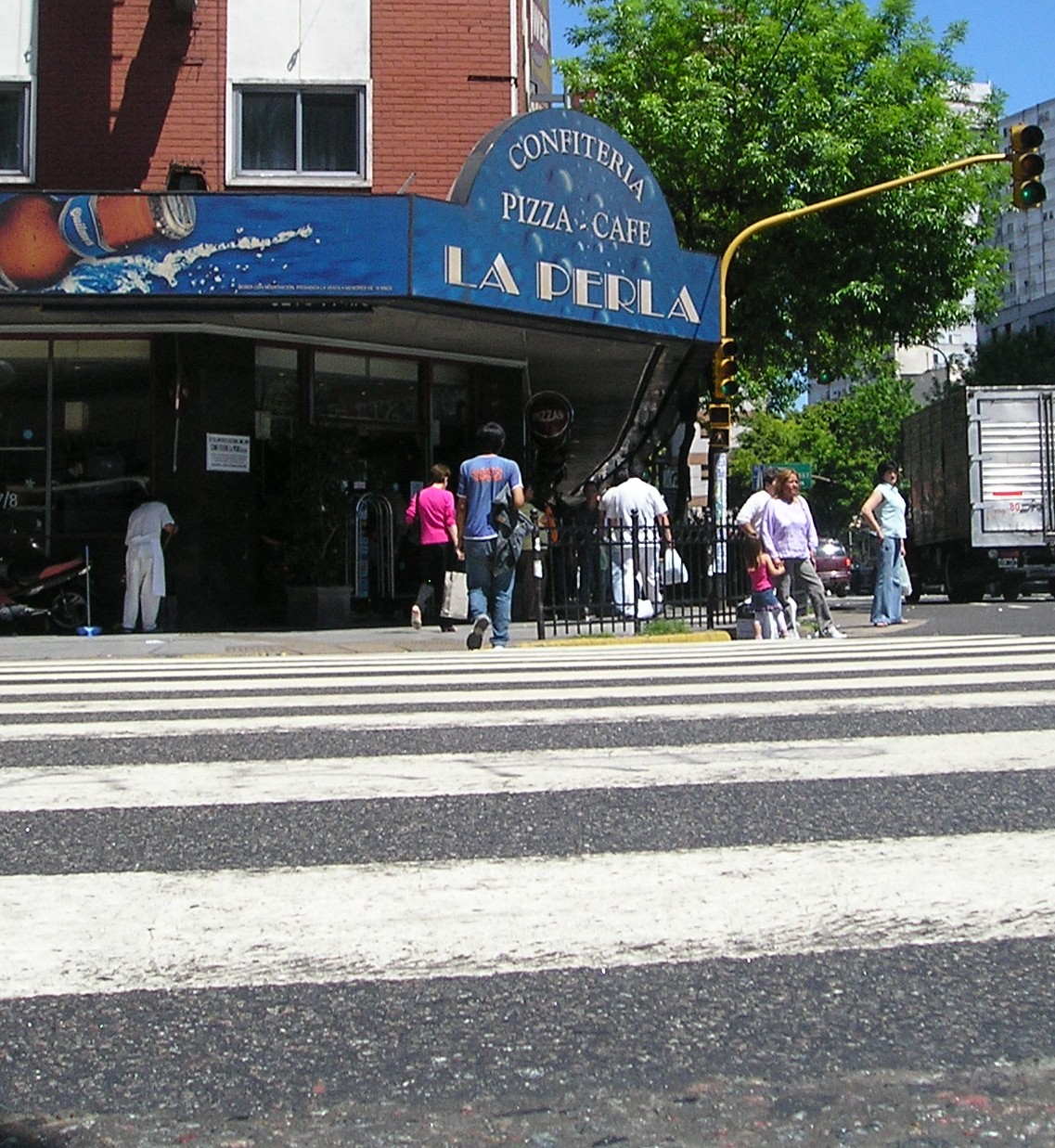
La Perla do Onze.
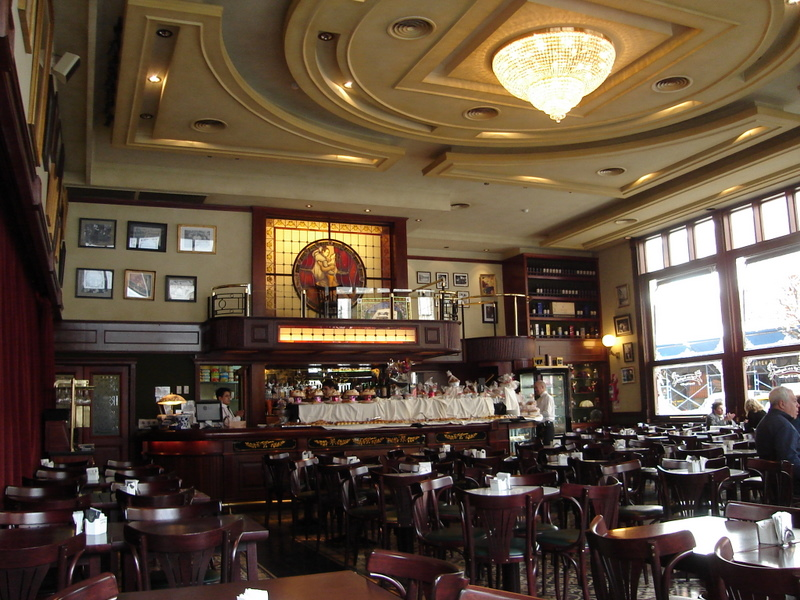
Interior do "Café dos Angelitos".